# Bärsen, Gästrikland
Bärsen är en sjö i Hofors kommun och Sandvikens kommun i Gästrikland och ingår i Dalälvens huvudavrinningsområde. Sjön är 6,6 meter djup, har en yta på 0,0843 kvadratkilometer och är belägen 124,5 meter över havet. Sjön avvattnas av vattendraget Laggarboån (Västerån).

## Delavrinningsområde
Bärsen ingår i det delavrinningsområde (669566-154026) som SMHI kallar för Inloppet i Murämnet. Medelhöjden är 141 meter över havet och ytan är 25,29 kvadratkilometer. Det finns inga avrinningsområden uppströms utan avrinningsområdet är högsta punkten. Laggarboån (Västerån) som avvattnar avrinningsområdet har biflödesordning 2, vilket innebär att vattnet flödar genom totalt 2 vattendrag innan det når havet efter 110 kilometer. Avrinningsområdet består mestadels av skog (80 procent). Avrinningsområdet har 0,79 kvadratkilometer vattenytor vilket ger det en sjöprocent på 3,1 procent.